# جبل سيدي خليف
جبل سِيدِي خَلِيف جبل يقع بولاية سيدي بوزيد من الوسط التونسي، غربي قرية سيدي خليف وشمال شرقي قرية فائض وشمال جبل فائض. يبلغ ارتفاعه 705 م.